# Lepidiota nicobarica
Lepidiota nicobarica är en skalbaggsart som beskrevs av Gilbert John Arrow 1943. Lepidiota nicobarica ingår i släktet Lepidiota och familjen Melolonthidae. Inga underarter finns listade i Catalogue of Life.